# ایگور لوکاشین
ایگور لوکاشین (روسی: Игорь Владимирович Лукашин؛ زادهٔ ۷ اوت ۱۹۷۹) شیرجه‌رو اهل روسیه بود.
وی همچنین برندهٔ جوایزی همچون نشان دوستی شده‌است.
وی در مسابقات کشوری و بین‌المللی در مجموع برندهٔ ۱ مدال طلا، ۱ مدال نقره، ۱ مدال برنز شده‌است.